# Marisol Touraine
Marisol Touraine (París, 7 de marzo de 1959) es una política socialista francesa. Ha sido diputada y presidenta del Consejo departamental de Indre y Loira. Ejerció de ministra de Asuntos Sociales y Salud con los primeros ministros Jean-Marc Ayrault, Manuel Valls y Bernard Cazeneuve.

## Biografía
Marisol Touraine nació el 7 de marzo de 1959 en París, hija del sociólogo francés Alain Touraine y de una investigadora chilena, Adriana Arenas Pizarro. Se graduó en el Instituto de Estudios Políticos de París y más tarde asistió a la École Normale Supérieure, donde se especializó en temas económicos y sociales. También fue a la Universidad de Harvard, pero no obtuvo ningún título. Domina el castellano con fluidez.

## Carrera política
De 1988 a 1991, Touraine fue asesora del primer ministro Michel Rocard en cuestiones geoestratégicas.
Touraine fue diputada en la Asamblea Nacional de Francia por Indre y Loira entre 1997 y 2002 por el Partido Socialista. Fue derrotada a la segunda vuelta de las Elecciones legislativas francesas de 2002 por Jean-Jacques Descamps (UMP). Recuperó el distrito en las Elecciones legislativas francesas de 2007 con una pequeña mayoría (50,22%) y mantuvo el escaño hasta 2012.
En el ámbito regional, Touraine ha sido consejera departamental de Indre y Loira desde las Elecciones cantonales francesas de 2001. Ejerció como vicepresidenta del Consejo departamental de Indre y Loira de 2008 a 2011 y como presidenta desde 2011 a 2012, cuando renunció.
En las Elecciones presidenciales de Francia de 2012, Touraine apoyó a Dominique Strauss-Kahn.

### Ministra de Salud y Asuntos Sociales
El 16 de mayo de 2012, Touraine fue nombrada por el primer ministro Jean-Marc Ayrault como ministra de Sanidad y Asuntos Sociales. Desde el ministerio, trabajó para mejorar la prevención y el diagnóstico precoz del VIH/SIDA, promovió el tratamiento universal contra la hepatitis C con medicamentos innovadores, implementó envases de tabaco normal y lanzó un sistema de etiquetado nutricional.
Durante su mandato, Touraine supervisó una reforma de las pensiones por la que se amplió gradualmente el periodo de permanencia obligatorio de 41,5 años a 43 años en 2035 y obligaba a los trabajadores, jubilados y empresarios a cubrir un déficit anual fijado en caso contrario para llegar a los 20.000 millones de euros en 2020. También trabajó en la implementación de una reforma del sistema médico destinada a facilitar el acceso a un médico a los trabajadores con bajos ingresos.
También durante su mandato, Touraine dirigió la respuesta de Francia tanto a un brote de MERS como al Brote de Ebola en la África del oeste de 2014|brote de ébola, en el curso de los cuales varios nacionales franceses contrajeron el virus.
Al final de su mandato, se rumoreó que Touraine podía presentarse a las primarias presidenciales de su partido en 2017; finalmente, no se produjo. En la remodelación posterior del gabinete para formar el gobierno de Bernard Cazeneuve, fue sustituida por Laurence Rossignol.

## Vida personal
Hija del sociólogo francés Alain Touraine y de la académica chilena Adriana Arenas Pizarro, fallecida en 1990, tiene un hermano, Philippe, que es profesor de endocrinología. También es prima primera de Alberto Arenas, que fue Ministro de Hacienda de Chile durante la presidencia de Michelle Bachelet. Touraine está casada con el diplomático Michel Reveyrand de Menthon, antiguo embajador de Francia en Chad. Es madre de tres hijos.
El septiembre de 2013, el hijo mayor de Touraine fue condenado a tres años de prisión por extorsión y secuestro.